# Privatización en Bolivia
Proceso de privatización desarrollado en Bolivia para vender parte de las empresas estatales durante el primer gobierno de Gonzalo Sánchez de Lozada (1993-1997). A diferencia de la privatización tradicional en la cual se vende la totalidad de la empresa, en la capitalización solo se vende el 50% a modo de atraer capitales extranjeros y capacidad empresarial para gestionar las empresas.  El restante 50% de las acciones quedan en poder del pueblo boliviano a través de los Fondos de Pensiones.[cita requerida]

## Antecedentes
Durante el gobierno de Jaime Paz Zamora (1989-1993) se inició la primera ola de privatizaciones en Bolivia. Se transfirieron activos y acciones de 34 empresas medianas a través de licitaciones públicas. El objetivo era reducir el déficit fiscal y utilizar los ingresos para programas de salud y educación.  Las empresas se vendieron en el estado en el que estaban y el Estado se hizo cargo de los beneficios sociales de los trabajadores.  En algunas se dio opción a los trabajadores a participar como accionistas.  Sin embargo, la participación del Estado en la economía aún era significativa y muchas empresas estatales eran deficitarias.

## Proceso
Ante la oposición del electorado a una profundización del proceso de privatización, el MNR diseñó un sistema de privatización con marcadas diferencias e inauguró la segunda ola de privatizaciones en Bolivia, llamado Capitalización, dirigido a reducir la participación del Estado en la economía a través de la venta de empresas estatales en cinco sectores estratégicos: energía, telecomunicaciones y transportes (ferrocarriles y aviación).
La Capitalización se llevó a cabo a través de la Ley de Capitalización de 21 de marzo de 1994.  La Capitalización tenía cuatro objetivos: (1) atraer capital extranjero a gran escala; (2) acelerar el proceso de creación de empleo; (3) transferir el control gerencial al sector privado para incorporar mejoras tecnológicas y de gestión; (4) crear un mecanismo de ahorro para la población para que ella pueda beneficiarse de los frutos de la capitalización, en lugar de usar estos en programas públicos.
En la Capitalización, a diferencia del proceso de privatización tradicional, no había una venta de activos, sino que el potencial inversor “compraba” acceso al 50% de las acciones en lugar de al 100% del valor de la empresa, pero se le otorgaba pleno control gerencial.  En segundo lugar, no había una venta como tal, en vista a que el Tesoro General de la Nación no recibía el producto de esta transferencia.  En lugar, de ello los montos ofertados por las empresas capitalizadoras debían ser invertidos en las nuevas empresas público-privadas en cronogramas pre-acordados. El cuadro 1 sintetiza el resultado de la capitalización.  Nótese que la Empresa Nacional de Electrificación (ENDE) fue dividida en tres (Corani, Guaracachi y Valle Hermosos); la Empresa Nacional de Ferrocarriles del Estado (ENFE) en dos (Andina y Oriental) y Yacimientos Petrolíferos Fiscales Bolivianos en tres (Andina, Chaco y Transredes).  Las empresas fueron evaluadas por consultoras independientes y subastadas. 
| Empresa                                                | Valor de venta (en $US) |
| ------------------------------------------------------ | ----------------------- |
| 1. Empresa Generadora de Electricidad (Corani)         | 117 592 600             |
| 2. Empresa Nacional de Telecomunicaciones (ENTEL)      | 1 220 000 476           |
| 3. Empresa Ferroviaria Andina                          | 26 502 000              |
| 4. Empresa Ferroviaria Oriental                        | 51 706 197              |
| 5. Empresa Generadora de Electricidad (Guaracachi)     | 94 262 000              |
| 6. Lloyd Aéreo Boliviano                               | 94 949 999              |
| 7. Empresa Petrolera Andina                            | 529 554 041             |
| 8. Empresa Petrolera Chaco                             | 613 334 002             |
| 9. Transportadora de hidrocarburos (Transredes)        | 526 999                 |
| 10. Empresa Generadora de Electricidad (Valle Hermoso) | 67 842 200              |

Fuente:Garrón, Mauricio; Carlos Gustavo Machicado y Katherina Capra (octubre de 2003). «Privatization in Bolivia: The impact on firm performance». Banco Interamericano de Desarrollo. Red de Centros de Investigación (Network Working Paper #R-461). Archivado desde el original el 9 de agosto de 2017. Consultado el 11 de enero de 2014. 
Finalmente, un aspecto clave de la Capitalización era su intención que las reglas de funcionamiento de los mercados sean transparentes y donde el rol del Estado sería el de “regulador.”  Con tal motivo se desarrolló un sistema regulatorio al crear el Sistema de Regulación Sectorial (SIRESE).

## Resultados
La capitalización fue una de las políticas más controvertidas del Gobierno de Sánchez de Lozada. Hubo críticas sobre los motivos por los que se llevó a cabo, la manera en la que fue implementada y sus resultados.[cita requerida]
Sobre los resultados, varios estudios demuestran que, por lo general, las empresas capitalizadas mejoraron su productividad, se ampliaron servicios —especialmente en telecomunicaciones y electricidad— y que la inversión extranjera aumentó. Sin embargo, no se llegaron a generar los empleos esperados —se redujo personal, pero se incrementó el salario de los empleados—, los impuestos pagados por las empresas capitalizadas no lograron sustituir los ingresos que antes reportaban al gobierno. Finalmente, los costos sociales fueron altos en vista al incremento de tarifas y las movilizaciones de protesta que estas ocasionaron.  Finalmente, como anotan Barja, Mckenzie y Urquiola, "la reputación [de todo el proceso] fue dañada por un par de fracasos de alto perfil" y se refieren a la quiebra de la empresa brasilera que capitalizó la línea bandera (Lloyd Aéreo Boliviano) y las concesiones de agua potable en Cochabamba.
Durante el Gobierno de Evo Morales, entre 2008 y 2010, se revirtió en parte la privatización al nacionalizarse la Empresa Nacional de Telecomunicaciones (ENTEL) y las petroleras (Chaco y Andina, cuadro 1) para reconformar Yacimientos Petrolíferos Fiscales Bolivianos (YPFB).